# Love Songs (álbum de Toto)
Love Songs es un disco recopilatorio de las mejores baladas por la banda de rock Toto liberado en 2003.Cuenta con grandes baladas de la banda incluyendo su éxito #1 África, Rossana,I´ll Be Over You,I Won´t Hold You Back, Pamela, Anna entre otras grandes canciones, recordando que Toto sus mayores éxitos son las baladas y en particular es la banda que tiene más canciones con nombres de mujeres. Hasta la fecha se ha comvertido en uno de los mejores recibidos de la serie Love Songs ya que logró vender 2 millones de copias entre 2003 y 2005.

## Pistas
- 1. "Africa" (David Paich, Jeff Porcaro)
- 2. "I Won´t Hold You Back" (Steve Lukather)
- 3. "99" (David Pacih)
- 4. "Holyanna" (David Pacih, Jeff Porcaro)
- 5. "Without your love" (David Paich)
- 6. "I'll Be over you" (Steve Lukather, Randy Goodrum)
- 7. "Pamela" (David Paich, Joseph Williams)
- 8. "Stop Loving you" (Steve Lukather, David Paich)
- 9. "Right Part Of Me" (Bobby Kimball, David Paich)
- 10. "Anna" (Steve Lukather, Randy Goodrum)
- 11. "I Will Remember" (Steve Lukather, Stan Lynch)
- 12. "No Love" (David Paich, Steve Lukather, Randy Goodrum)
- 13. "Make Believe" (David Paich)
- 14. "Spanish Steps" (Steve Lukather, David Paich)
- 15. "Rosanna" (David Paich)